# Antou Pierre Ndiaye
Pour les articles homonymes, voir Ndiaye.
Antou Pierre Ndiaye, né le 31 décembre 1951 à Tanda Bar, dans la région de Kaolack,est un officier général sénégalais. Aujourd'hui général de division, il a exercé les fonctions d'Inspecteur Général des Forces Armées et de Chef d'état-major particulier du président de la République.

## Formation
Il intègre en 1972 l'École spéciale militaire de Saint-Cyr. De 1972 à 1974, il y est élève-officier appartenant à la promotion « De Linares ». 

## Carrière
Il a été Chef d’état-major de l'Armée de terre du Chef d'état-major général des armées Babacar Gaye.
En 2004, il est nommé Inspecteur général des Forces armées en remplacement de Papa Khalilou Fall qui deviendra Chef d'état-major général des armées.
En juin 2006, le général de division Pierre Antou Ndiaye est mis à la disposition des Nations unies. Il devait remplacer Abdoulaye Fall à l'ANOCI, mais c'est le général Fernand Marcel Amoussou qui occupe finalement le poste.
Le 26 janvier 2007, le général de division Antou Pierre Ndiaye est nommé chef d'État-major particulier du Président de la République, en remplacement du général de division Ibrahima Gabar Diop admis dans la 2e section des cadres de l'État-major général. Il remplace à ce poste le général de brigade Bakary Seck.

## Décorations
Le général de division Antou Pierre Ndiaye est titulaire de plusieurs décorations nationales et étrangères dont :
- l’insigne de commandeur de l’ordre national du Lion